# Chlorure de thorium(IV)
Le chlorure de thorium(IV) désigne une famille de composés inorganiques de formule ThCl4(H2O)n. Les formes anhydre et tétrahydrate (n = 4) sont connues. Ce sont des sels blancs hygroscopiques, solubles dans l'eau.

## Structure

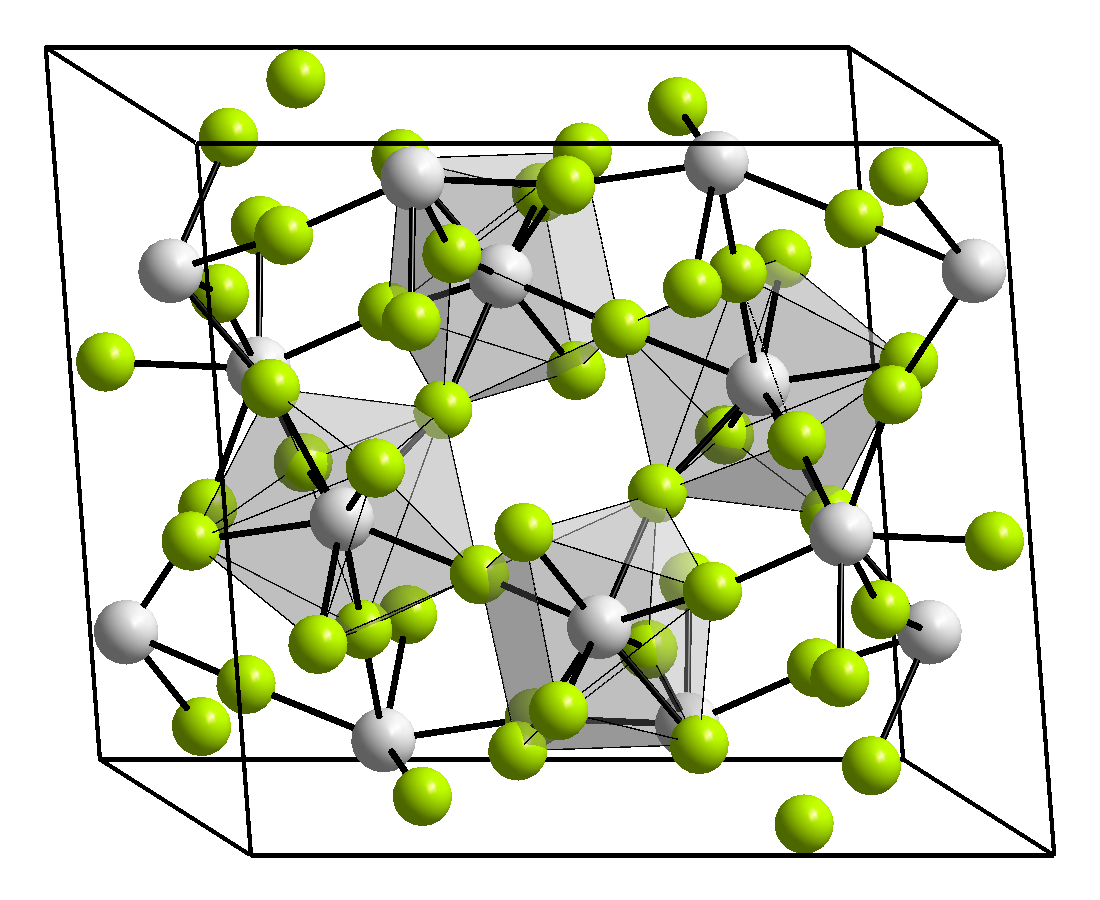
Autre représentation de la structure de ThCl_{4} solide.

La structure du chlorure de thorium(IV) possède des centres Th octa-coordonnés avec des ligands chlorure doublement pontants.

## Synthèse
ThCl4 fut un intermédiaire dans le premier isolement du thorium métallique par Jons Jacob Berzelius.
Le chlorure de thorium(IV) peut être produit de différentes manières. Une des méthode est la réaction carbothermique, entre 700 °C et 2600 °C, impliquant des oxydes de thorium et du carbone dans un flux de chlore gazeux :
ThO2  +  2 C  +  4 Cl2  →  ThCl4  +  2 CO
La réaction de chloration peut être effectuée avec du tétrachlorure de carbone, :
Th(C2O4)2  +  CCl4  →  ThCl4  +  3 CO  +  3 CO2
Dans une autre méthode en deux étapes, le thorium métallique réagit avec du chlorure d'ammonium :
Th  +  6 NH4Cl →  (NH4)2ThCl6 + 4 NH3  +  2 H2
Le sel hexachlorure est ensuite chauffé à 350 °C sous vide poussé pour produire ThCl4.

## Réactions
Adduits de bases de Lewis
ThCl4 réagit avec les bases de Lewis pour donner des adduits moléculaires, tels que ThCl4(DME)2 et ThCl4(TMEDA)2.
Réduction en Th métallique
Le chlorure de thorium(IV) est un intermédiaire dans la purification du thorium, qui peut être effectuée par :
1. Réduction de ThCl4 par des métaux alcalins.
2. Electrolyse du chlorure de thorium(IV) anhydre dans un mélange fondu de NaCl et de KCl.
3. Réduction au Ca d'un mélange de ThCl4 et du chlorure de zinc anhydre[7].